# تحليل المهمات
يستخدم مصطلح "مهمة" كثيراً كبديل لنشاط أو عملية. وغالباً ما يظهر هذا التحليل في تمثيل هرمي ليبين بوضوح مجرى المهمة من بدايتها وحتى الهدف المراد الوصول إليه.
و قد ظهرت عملية تحليل المهام كمحاولة وصف لسلوك العناصر المشاركة في أداء مهمة أو وظيفة معينة. ولهذا الغرض تم اتباع أساليب مختلفة لتحليل المهمات.

## استخداماته
يستخدم هذا النوع من التحليل لمعرفة كيف تتم عملية إنجاز المهمة، ويتضمن ذلك وصفاً مفصلاً لجميع الأنشطة اليدوية والعقلية بما في ذلك فترات كل مهمة وعناصرها، وتوزيع المهام حسب الأولوية والأهمية، وأي عوامل أخرى يجريها الشخص أو عدة أشخاص لاتمام مهمة معينة.
إن استخدام أحد الأساليب لتحليل مهمة ما يساعد في عدة أمور منها : فهم المهام الخاصة بك، تحديد نطاق المحتوى المناسب وبناء التطبيقات بما يتناسب مع أهداف المستخدمين.
ومثالاً على بعض التطبيقات التي قد يستخدم فيها هذا النوع من التحليل هي في مجال التعليم، فهو نموذج يتم تطبيقه على مهام الفصول الدراسية لاكتشاف مكونات المناهج الملائمة لقدرات الطلاب.
لتحليل أي مهمة عدة مستويات من التحقيق لتحويلها من نظامها العام إلى نظام محدد. فيجب عليك أن تتواصل مع المستخدمين والاستفسار لفهم متطلبات مهامهم.
وفيما يلي بعض الخطوات الممكن اتباعها لتحليل مهمة ما:
1. تصنيف المهام.
2. جرد المهام (توليد قائمة من المهام).
3. تحديد المهام (تشمل تحديد أولويات المهام).
4. تحليل المهام (تحديد ووصف المكونات من المهام والأهداف).
5. تحديد تسلسل المهام والمهام الفرعية.

المعلومات المزودة عن طريق تحليل المهمة: يجب على تحليل المهمة أن تكون متسلسل ويصف السلوكيات القابلة للقياس (إذا كان ذلك ممكناً) المرتبطة في أداء هذه المهمة.
- هنالك صيغ مختلفة للتنسيقات التي يمكن استخدامها:

1. تحليل المهام الاجرائية.
2. التحليل الهرمي.
3. تحليل معالجة المعلومات.
4. تحليل مجموعة من المعلومات اللفظية.

نهج التحليل الهرمي هو الأكثر شيوعاً والأكثر استخداماً لأنه نهج موضوعي منظم لوصف أداء المستخدمين، وقد نشأ هذا النهج نتيجة العوامل البشرية، فهذا النهج يزودنا بالفهم الكامل لكل مهمة مع الاحتياجات التي يردها المستخدم لتحقيق أهداف معينة.
ويمكن تقسيم هذه المهام إلى مستويات عديدة من المهام الفرعية، والهدف من استخدام هذا النهج لوصف التفاعل بين المستخدمين والنظام عند إنشاء نظام جديد، فهو يتيح لك أيضاً استكشاف جميع الأساليب الممكنة لتحقيق نفس المهمة.
ومثال على نهج التحليل الهرمي (نظام طلب الكتب)
فانه بهذا المثال يتم تقسيم المهمة الرئسية إلى عدة مهام فرعية، مع المحافظة على العلاقة بينهم.
والجدير بالملاحظة أن التمثيل الهرمي يعد غير مجد بوجهة نظر لمستخدمين باعتباره لا يعطي نتيجة للمستخدم مثل النتيجة التي يأخذها المستخدم عندما يتعامل مع النظام نفسه.